# Ів Кляйн
Ів Кляйн (фр. Yves Klein, 28 квітня 1928, Ніцца, Франція — 6 червня 1962, Париж, Франція) — французький художник-новатор, абстракціоніст, учасник руху нових реалістів, одна з найзначніших фігур післявоєнного європейського мистецтва. Кляйн представляє в мистецтві двадцятого століття нову тенденцію художнього перформансу, згідно з якою особистість художника є важливішою за його твори. Вважається засновником монохромного (одноколірного) живопису. Найбільшу популярність Кляйну принесло створення його запатентованого «міжнародного синього кольору Кляйна».

## Біографія

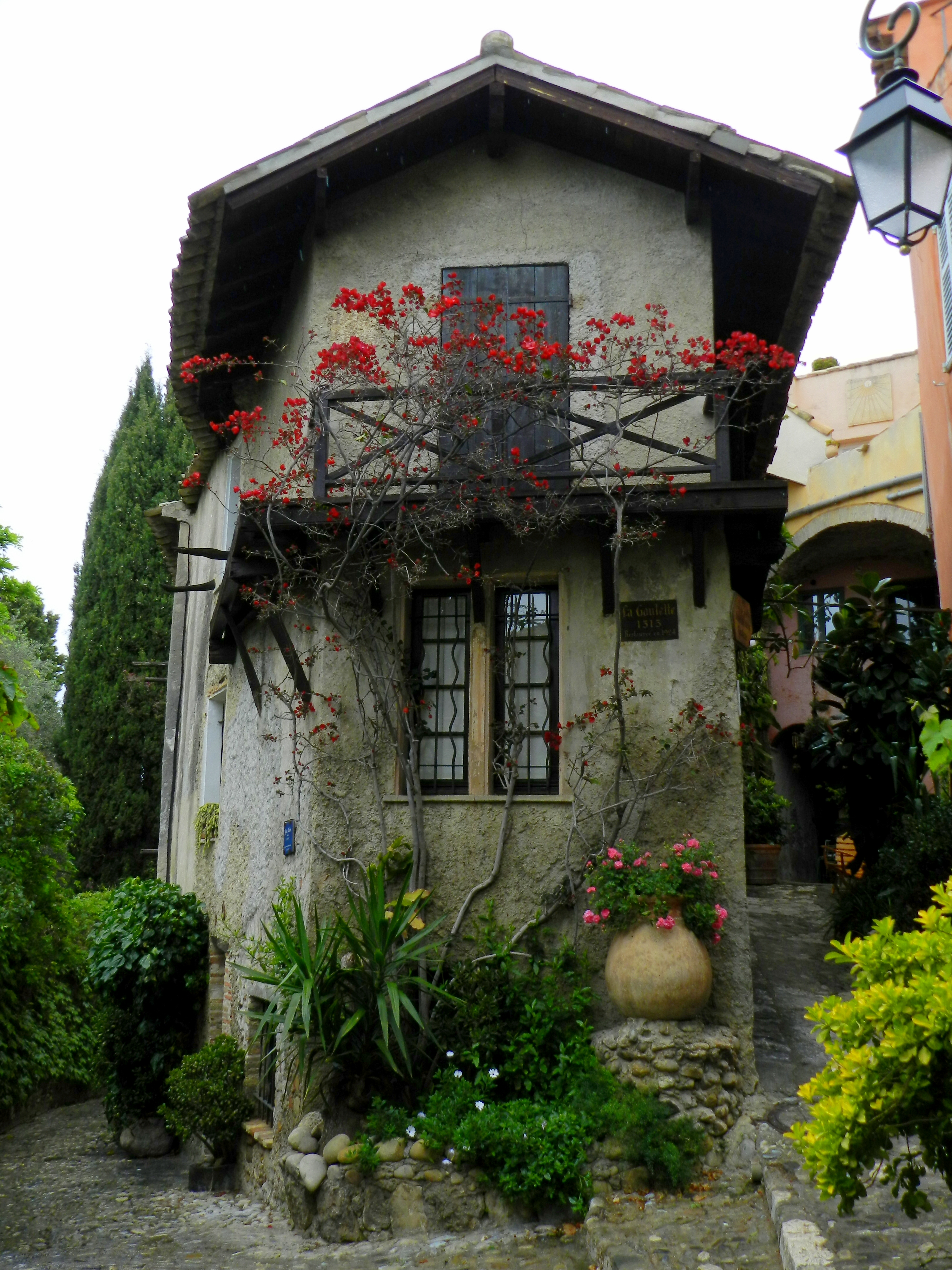
Будинок у Приморських Альпах, у якому жили Ів Кляйн, Франція

Ів Кляйн народився в Ніцці 28 квітня 1928 року в родині Фреда Кляйна і Марі Раймон. Хоча батьки були художниками (батько — представник течії постімпресіоністів, а мати — представниця ташизму), Ів навчатися мистецтва не став, вважаючи заняття художника банальним. У 1928—1946 роках жив у Парижі, але проводив кожне літо в Кань-сюр-Мер, де жила сестра його матері, Роза Раймон, яка опікувалася і підтримувала хлопця. З юності Ів Кляйн цікавиться містицизмом, зокрема ідеями ордена Троянди та Хреста. Він також захопився дзюдо і у своєму розумінні містичного підходу до світу, вважав, що «дзюдо це існування людського тіла в духовному просторі». Пізніше, коли він почав обмазувати своїх натурниць синьою фарбою і таким чином отримувати відбитки їх тіл на полотнах, він говорив, що ідея ця прийшла саме з дзюдо, зі спогадів про те, як тіло після кидка відбивається на спортивному маті. У 1942—1946 роках Кляйн навчався у Вищій школі торгового мореплавства і Вищій школі східних мов.
Після школи Кляйн на короткий час влаштувався працювати до книгарні. Одночасно з цим він намагався писати, експериментував з живописом, читав езотеричні трактати й поглиблено вивчав роботи розенкрейцерів. У 1947 році він почав відвідувати школу дзюдо. В тому ж році, лежачи на пляжі в Ніцці, він зробив, за його власними словами, «реалістично-уявну подорож» у країну небес, у блакитно-синій колір. Після цього він заявив, що небо стане головною темою його творів. В цьому ж році Кляйн пройшов в Лондоні навчання у майстрів золочення. До речі, свій синій колір він створив не сам, а з допомогою приятеля-хіміка. Так з'явився променистий ультрамариновий колір; відповідну фарбу він запатентував під назвою IKB (International Klein Blau — «Синій Кляйн Інтернасьональ») — вона складалася з фарбувального пігменту (порошку) і сполучної речовини. 1952 і 1953 роки Ів Кляйн провів в Токіо, що дозволило йому підвищити рівень майстерності в дзюдо, вдатися в його філософію і пізніше стати викладачем дзюдо у Франції. Це допомогло йому надалі заробляти на життя уроками. Крім того, Кляйна захоплювало дзюдо своєю інтелектуальністю, він навіть став першим французом, який отримав чорний пояс.
У 1955 році Кляйн зробив спробу виставити свою роботу — прямокутну помаранчеву панель, підписану YK — в салоні абстрактного живопису «Нова дійсність» (Realites Nouvelles). Це був чистий помаранчевий колір, і коли від нього зажадали поставити хоч кілька точок іншого кольору, він відмовився. Тому його роботу відхилили. Перший «синій» Кляйн був виставлений в міланській галереї Аполлінера. То була виставка з 11 однакових синіх полотен, але різної ціни. Після успіху на виставці Кляйн продовжив експерименти з синім кольором, наполегливо створював монохромні картини й надалі зосередився саме на блакитному та синьому кольорах. Засіб, а не зміст став головним. У цей час він також оголосив свою «теорію чутливості» через яку (і лише через неї) можна пізнати світ. Ів Кляйн розмірковував:
|  | Що таке чутливість? Це те, що існує поза нами, але одночасно постійно нам належить. Саме життя нам не належить. Але за допомогою чутливості ми можемо його "купити". Чутливість — це гроші всесвіту та космосу, найбільший продукт природи, який нам дозволяє купити життя у первинної матерії. |

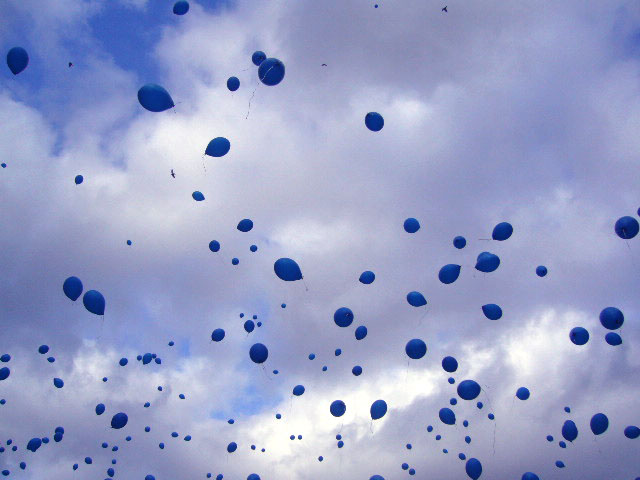
Випускання 1001 синьої повітряної кульки. Відтворення аеростатичної скульптури Іва Кляйна на площі Жоржа Помпіду в Парижі у 2007 році, організоване Національним музеєм сучасного мистецтва, для вшанування 50-ти річчя оригінальної події. Оригінальна подія випускання повітряних кульок мала місце у травні 1957 року та проголошувала початок виставки у мистецькій галереї Ірис Клерт, а також початок синього періоду у творчості Іва Кляйна

Наприкінці 1950-х років Ів Кляйн став виробляти сині глобуси та скульптури з фарбованої губки. Спочатку він наносив синю фарбу на полотно за допомогою губок, а потім став виставляти губки, як окремі об'єкти. Згідно з ученням розенкрейцерів, до яких він належав з 1956 року, «губки є відображенням достатку духовних світів в океані».
У 1958 році в паризькій галереї «Ірис Клерт» відбулася найзнаменитіша й найскандальніша виставка Кляйна. Називалася вона «Порожнеча». Відвідувачі отримували на вході стакан з коктейлем яскраво синього кольору і входили у виставковий зал, де бачили свіжопофарбовані білі стіни та порожнечу. Але Кляйн не тільки виставив порожнечу, він її продавав. Причому лише за золото. Вважалося, що куплений простір після продажу був «зайнятий». Золото ж Кляйн публічно викинув у Сену. Скандальність виставки була настільки великою, що дійшла навіть до Радянського Союзу — провокація Кляйна була включена в книги про західне мистецтво як страхітливий приклад буржуазної «кризи неподобства».

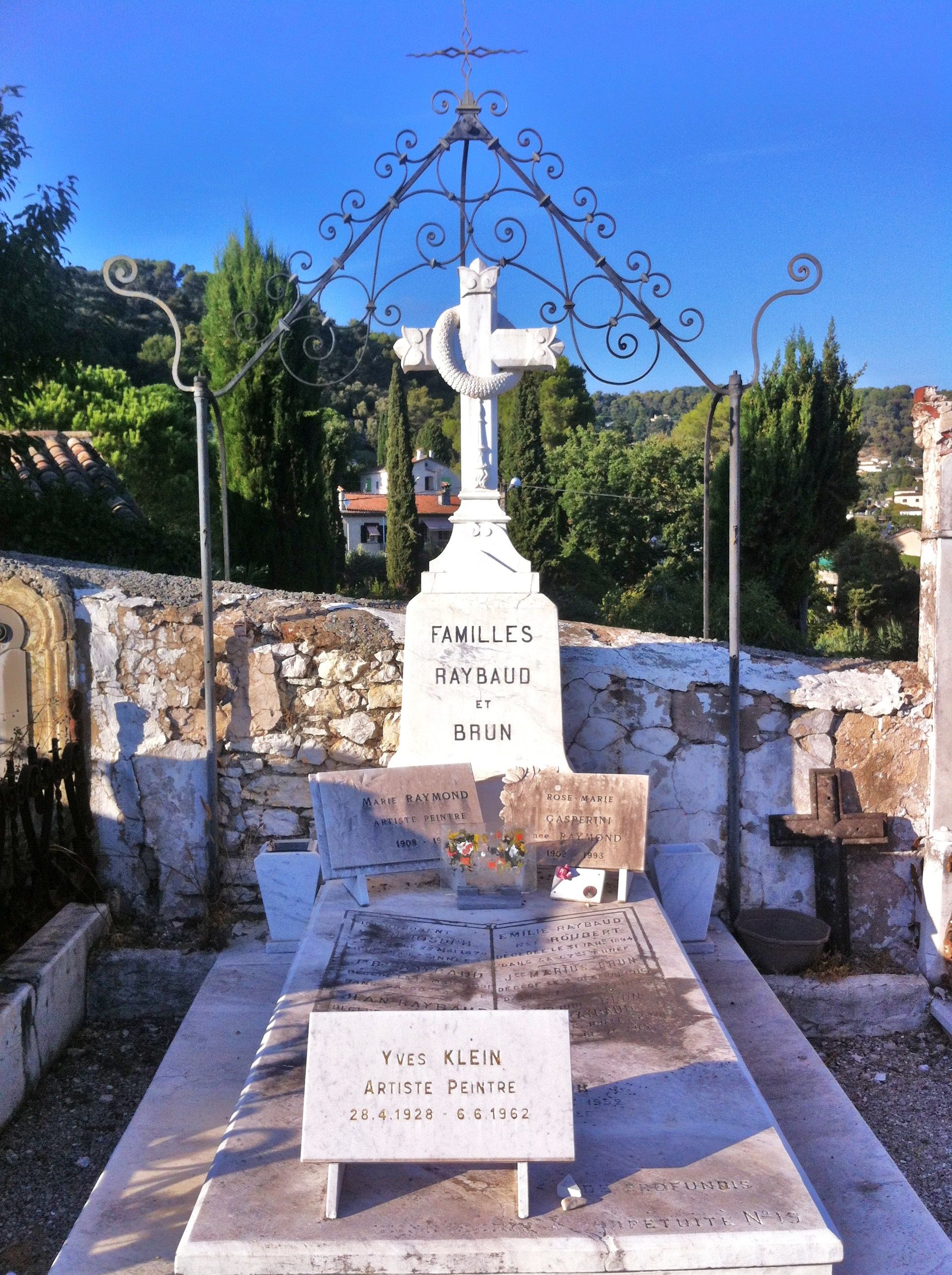
Могила Іва Кляйна у Ла-Коль-сюр-Лу, Франція

У 1960 році Кляйн створив свої перші антропометрії. Антропометріями він називав картини, створені за допомогою відбитків жіночих тіл на полотні. Відвідувачі полупублічних заходів, на яких демонструвалися ці твори мистецтва, могли спостерігати за їх виникненням під звучання «монотонної симфонії» Кляйна (20 хвилин безперервного звуку скрипки, за якими слідувала 20-хвилинна тиша). У загальній складності художник створив близько 150 антропометрій, які часто символізували, за задумом Кляйна, «універсальну невагомість». Яскравим прикладом тому був створений Кляйном фотомонтаж «Стрибок у порожнечу» (1960 рік), на якому він летить з розпростертими руками з верхнього поверху будівлі. Цей автопортрет він опублікував у своїй «Газеті єдиного дня», яка поширювалася у французькій столиці. У цьому ж році Кляйн створив першу «космогонію» — на дах автомобіля прикріпив синє полотно і проїхався з ним, підставляючи полотно під дощ і вітер. В 1961 році Кляйн створив серію так званих «Вогненних картин» (перша робота цієї серії з'явилася в 1957 році). Темою робіт було панування вогню. У процесі їх створення художник вогнеметом випалював форми та відбитки на спеціально підготовленому картоні. У тому ж 1961 з'явилися пофарбовані в один колір геофізичні рельєфні карти.
На початку 1962 року Кляйн одружився зі своєю подругою Ретро Уекер. Через пів року 6 червня у віці 34 років Ів Кляйн помер від серцевого нападу у своєму будинку в Парижі. Він похований на маленькому кладовищі в місті La Colle-sur-Loup в Альпах.

## Творчість
Художня кар'єра Іва Кляйна укладається всього в сім років — з 1955 року по 1962 рік, але за цей час він встиг проявити себе в хепенінгу, перформансах,попарті, бодіарті, ленд-арті та концептуалізмі. Ів Кляйн завдяки своїм епатажним акціям, під час яких використовував оголених моделей для нанесення фарби на полотна, здобув репутацію неодадаїста. Однак сам Кляйн був незгодний з цим, адже він був рухомий не пристрастю до руйнування традиції, а практично протилежною дзен-філософією бездіяльності. Художник бачив у своїх роботах медитативні простори, які загострюють сприйняття нематеріального. Кляйн вважав синій метафізичним кольором: на думку художника, «занурення» в цей колір наближає людину до космосу. Свого часу Ів Кляйн запатентував один з відтінків синього кольору, який назвав «International Klein Blue» (IKB) — «Міжнародний Синій Кляйна».
Саме сині роботи вважаються найвідомішими творами художника і продаються найкраще: згідно з Artprice.com, з 29 робіт художника, які принесли на аукціоні «Сотбі» (Sotheby's) понад мільйон доларів, майже всі були виконані в цьому кольорі. Проте найдорожчим твором Кляйна, будь-коли проданим на аукціоні, є золотий «монохром». Ця робота (під назвою «MG 9») пішла на травневому Sotheby's-2008 за 21 мільйон доларів. Головним натхненням для створення цієї роботи стала філософія дзен і японські сади каміння. У 2005 році на докладній ретроспективі в Більбао були представлені всі аспекти творчості Іва Кляйна — сто робіт з музеїв, серед яких Центр Помпіду, Menil Collection (Х'юстон, США), Центр мистецтв королеви Софії (Мадрид), Гуггенхайм Більбао, і приватних колекцій. Це ранні монохроми (не тільки сині) і класичні; пофарбовані рельєфи, виконані з натуральних губок; «антропометрії» — сині, рожеві або золоті відбитки людських тіл; «космогонії», створені за допомогою слідів, що залишились на полотнах від дощу та вітру, і «вогняний живопис», де як пензель художник використовував полум'я.

## Галерея

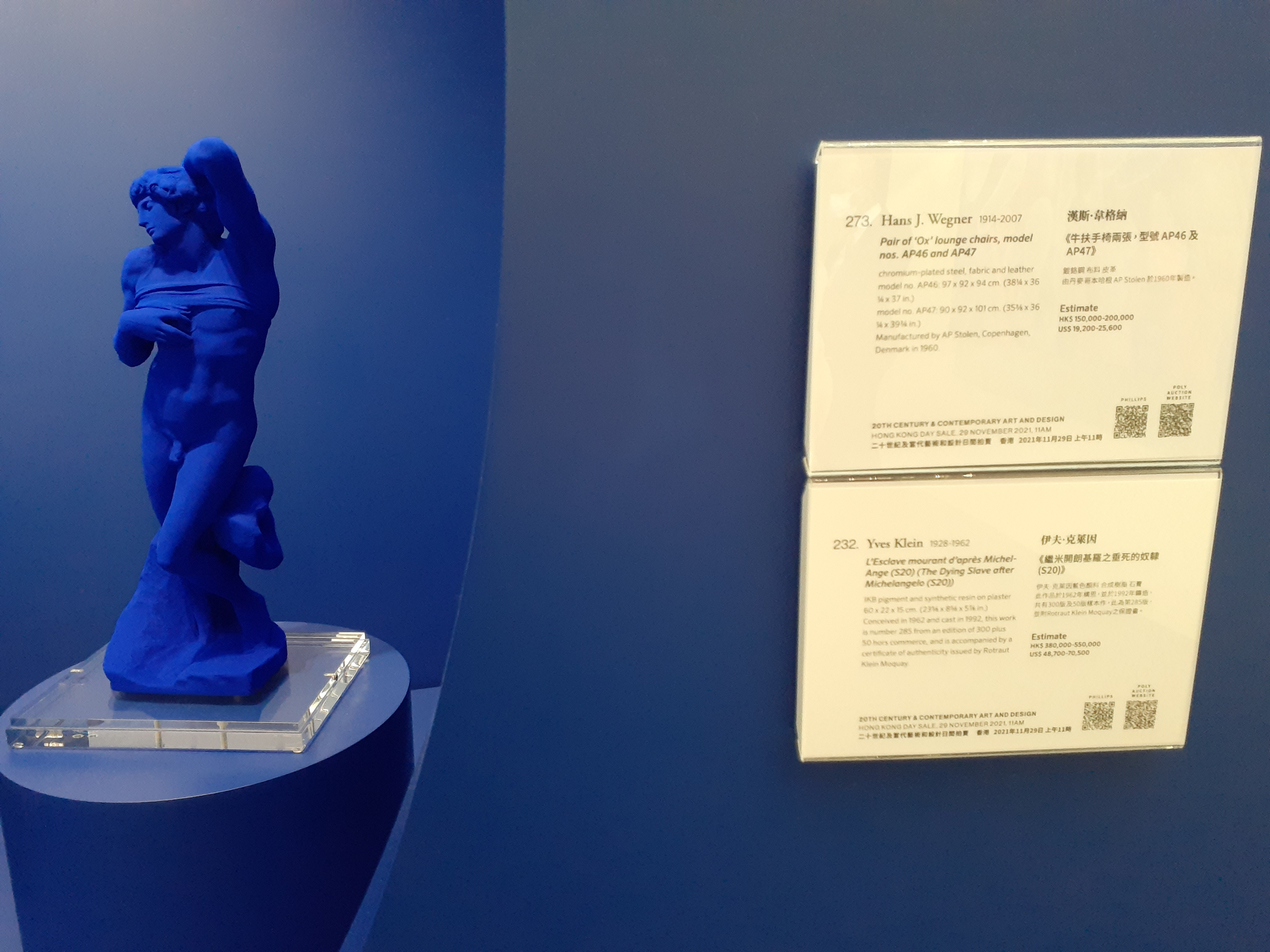
Раб, що помирає, скульптура за Мікеланджело, Ів Кляйн
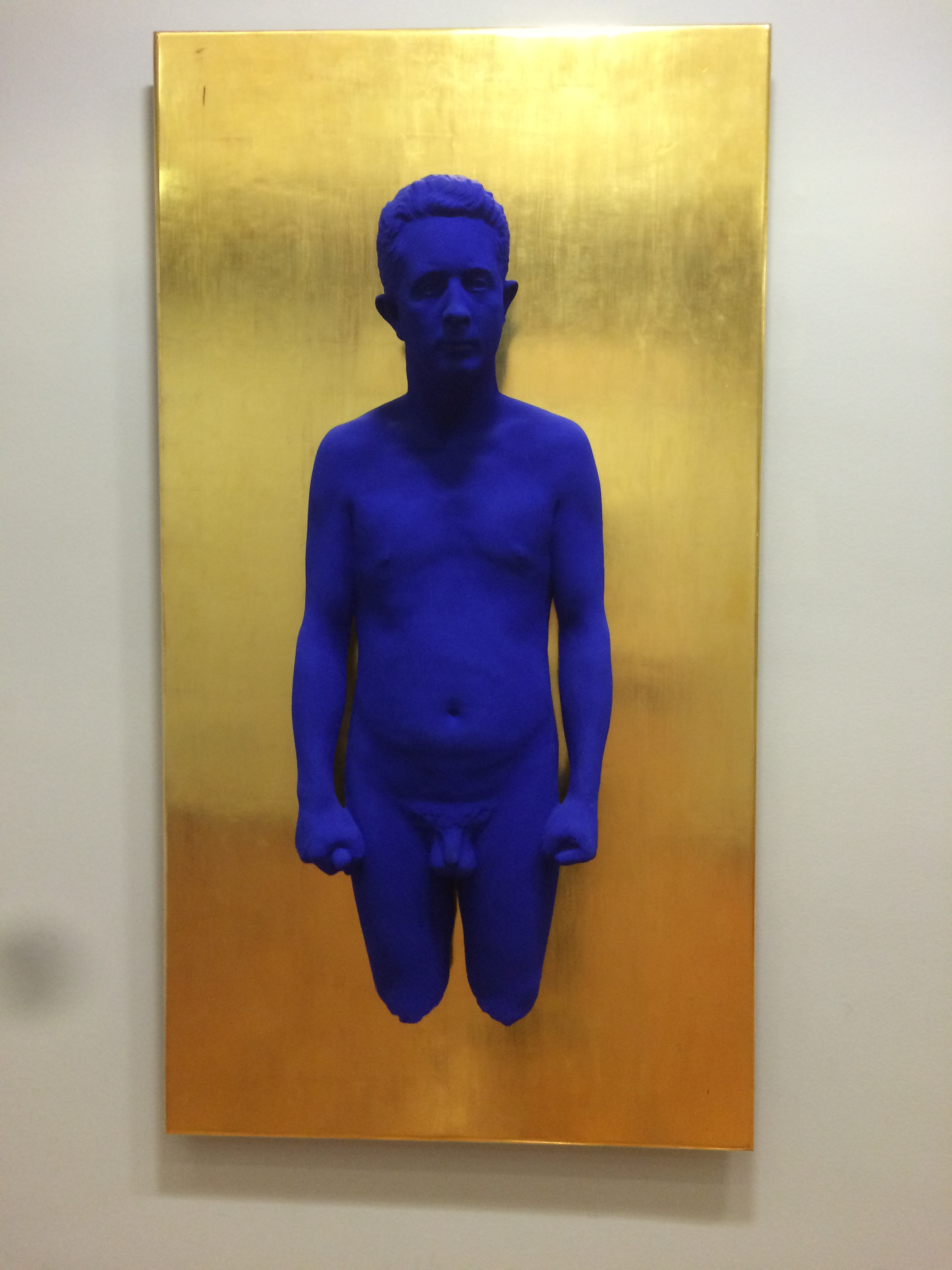
Новий синій, Ів Кляйн
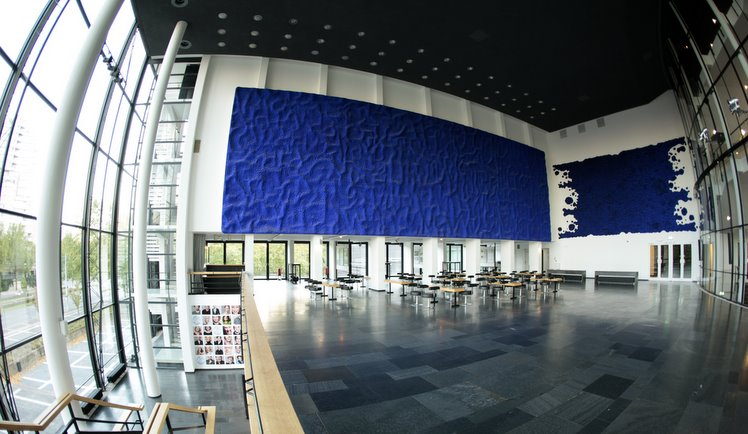
Рельєф з фарбованої губки (1959), Рурський музичний театр, Гельзенкірхен
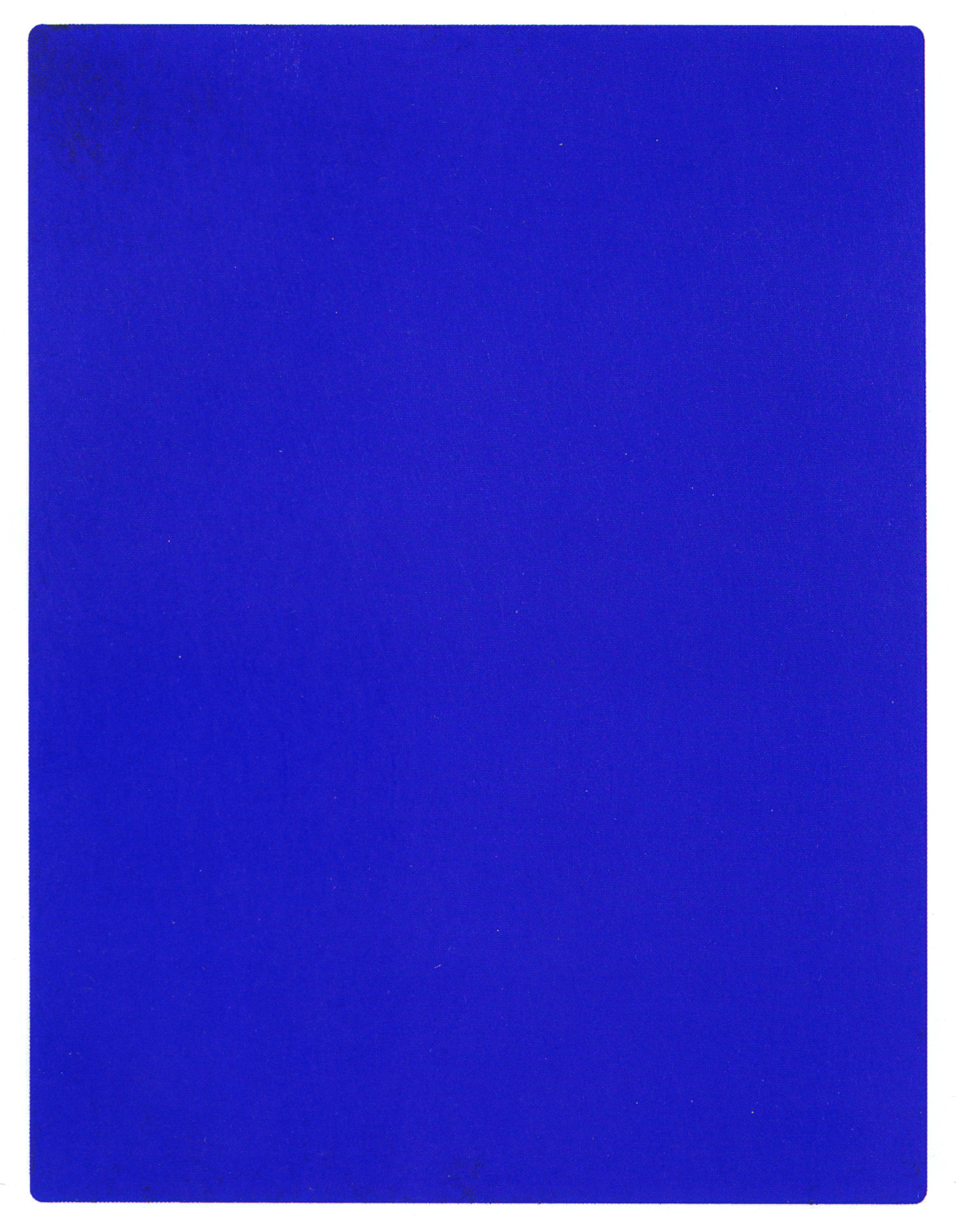
IKB 191, монохномна картина (1962), Ів Кляйн
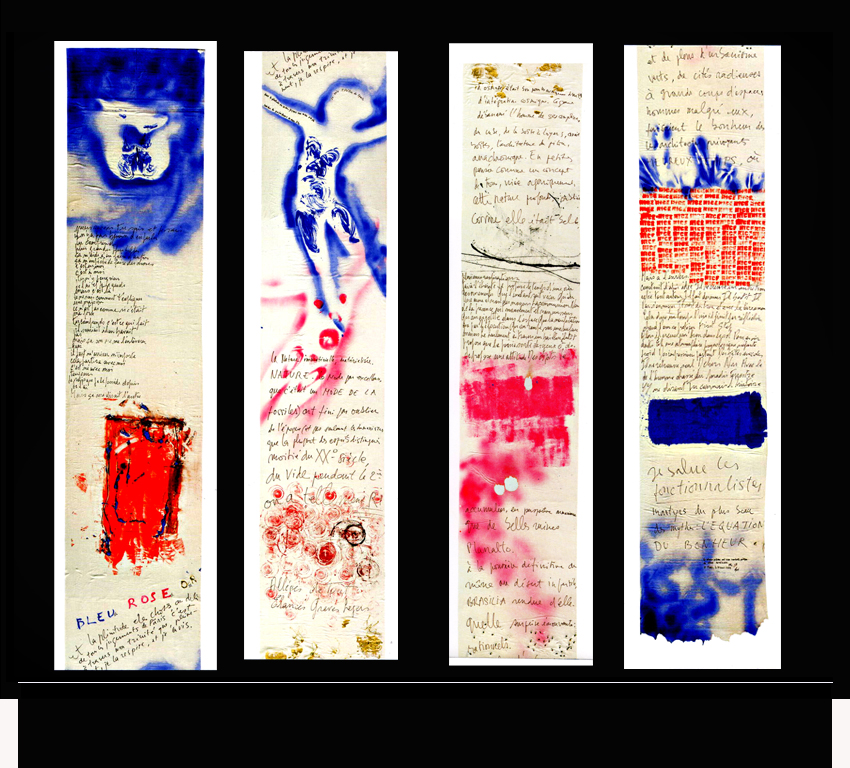
«Le Store Poème» фотографія антропометрії, 1480 см x 77,9 см (1-е березня 1962), Ів Кляйн разом з Арманом, Клодом Паскалем та П'єром Рестані

## Виставки
| - 2007 «Declaring Space: Лючіо Фонтана, Ів Кляйн, Барнетт Ньюман, Марк Ротко», Музей сучасного мистецтва, Форт-Ворт, США - 2007 Мистецтво як ідея, Музей сучасного мистецтва, Скоттсдейл, США - 2007 Марі Раймонд — Ів Кляйн, LAAC, Дюнкерк, Франція - 2007 Ів Кляйн, MUMOK, Відень, Австрія - 2007 Чорний квадрат, Hamburger Kunsthalle, Гамбург, Німеччина - 2007 Нові Реалісти, Великий Палац, Париж, Франція - 2006 Ів Кляйн, Центр Помпіду, Париж, Франція - 2006 Марі Раймонд — Ів Кляйн, Музей Людвіга, Кобленц, Німеччина - 2006 Марі Раймонд — Ів Кляйн, Музей образотворчих мистецтв, Каркассоне, Франція - 2006 Ів Кляйн, La Coupole, Париж, Франція - 2006 Міжнародні художники-авангардисти 50-60-х років, Музей «Палац мистецтв», Дюссельдорф, Німеччина - 2006 Ів Кляйн, MAK, Відень, Австрія - 2006 Ів Кляйн, Kestner-Gesellschaft, Ганновер, Німеччина - 2005 Ів Кляйн, L & M Arts, Нью-Йорк, США - 2005 Колір після Кляйна, Барбакан, Лондон - 2005 Марі Раймонд — Ів Кляйн, musée Joseph Déchelette, Роан, Франція - 2005 Ів Кляйн, Storefront for Art and Architecture, Нью-Йорк - 2005 Ів Кляйн, Музей Гуггенхайма, Більбао, Іспанія - 2004 Марі Раймонд — Ів Кляйн, musée des Beaux-arts, Анже, Франція - 2004 Ів Кляйн, Schirn Кунстхалле, Франкфурт, Німеччина - 2004 Ів Кляйн, Schindler House, Лос-Анджелес, США - 2004 Ів Кляйн, Галері де Франс, Париж, Франція - 2002 Природно — Неприродно, Галерея Gmurzynska, Кельн, Німеччина - 2000 Ів Кляйн, Museo Pecci, Прато, Італія - 2000 Ів Кляйн, MAMA, Ніцца - 2000 Ів Кляйн, Галерея Danese, Нью-Йорк - 1999 Ів Кляйн, Музей Жана Тенглі, Базель - 1997 Ів Кляйн, Danese Gallery, Нью-Йорк - 1997 Ів Кляйн, Музей Сучасного мистецтва, Осло - 1997 Ів Кляйн, Музей сучасного мистецтва, Сідней - 1997 Ів Кляйн, Sara Hildén Art Museum, Тампере, Фінляндія - 1997 П'єр Декарг / Ів Кляйн, якби він не помер, Галерея Itsutsuji, Токіо - 1996 Ів Кляйн, документи, Neues Museum Weserburg, Бремен - 1995 Ів Кляйн, Hayward Gallery, Лондон - 1995 Ів Кляйн, Центр de Arte Reina Sofia Національного Музею, Мадрид - 1995 П'єр Декарг / Ів Кляйн, якби він не помер, Galerie 1900/2000, Париж | - 1995 Ів Кляйн, Art focus, Цюрих - 1994 Ів Кляйн, Galerie Gmurzynska, Кельн-Марієнбург - 1994 Ів Кляйн, Музей Людвіга / Kunstsammlung Північна Рейн-Вестфалія, Кельн-Дюссельдорф - 1994 Ів Кляйн, Galerie Gimpel, Лондон - 1993 Ів Кляйн: вогняний живопис, Gagosian Gallery, Нью-Йорк - 1992 Ів Кляйн: вогняний живопис, Музей сучасного мистецтва, Лос-Анджелес - 1992 Ів Кляйн: Область чутливості, RENN, Espace d'Art Contemporain, Париж - 1992 Ів Кляйн, Galerie Montaigne, Париж - 1991 Ів Кляйн, 1928—1962, Архіви, Інформаційний центр мистецтва, Роттердам - 1990 Ів Кляйн, Кунстхалле Базель, Базель - 1989 Ів Кляйн, Gagosian Gallery, Нью-Йорк - 1986 Ів Кляйн 1928—1962, Галерея Reckermann, Кельн - 1986 Ів Кляйн und seine Freunde, Галерея 44, Карст-Дюссельдорф - 1986 Ів Кляйн, Галерея Sidney Janis, Нью-Йорк - 1986 Ів Кляйн: вибрані роботи, Yares Gallery, Скоттсдейл, Аризона - 1986 Ів Кляйн, Seibu Museum of Art, Токіо - 1986 Ів Кляйн: вибрані роботи, Fuji Television Gallery, Токіо - 1985 Ів Кляйн, Iwaki City Art Museum, Фукусіма - 1985 Ів Кляйн, Музей сучасного мистецтва, Сейбу Таканава - 1985 Ів Кляйн, Музей сучасного мистецтва, Сіга - 1983 Ів Кляйн, Centre Georges Pompidou, Musée national d'art moderne, Париж - 1982 °F 80 / Ів Кляйн, CAP, Бордо - 1982 Ів Кляйн, 1928—1962: ретроспектива, Музей сучасного мистецтва, Чикаго - 1982 Ів Кляйн, 1928—1962: ретроспектива, Rice Museum, Х'юстон - 1982 Ів Кляйн, 1928—1962: ретроспектива, Музей Гуггенхайма, Нью-Йорк - 1980 Ів Кляйн, Galerie Yves Arman, Нью-Йорк - 1979 Ів Кляйн, Galerie Bonnier, Женева - 1979 Ів Кляйн, Fuji Television Gallery, Токіо - 1977 Ів Кляйн, Antwerp Gallery, Антверпен - 1977 Ів Кляйн, Sidney Janis Gallery, Нью-Йорк - 1976 Ів Кляйн, Nationalgalerie et Neuer Berliner Kunstverein, Берлін - 1976 Ів Кляйн, Städtische Kunsthalle, Дюссельдорф - 1976 Ів Кляйн, Luciano Anselmino, Мілан - 1976 Ів Кляйн, Galerie Karl Flinker, Париж - 1974 Ів Кляйн, Galerie Karsten Greve, Кельн - 1974 Ів Кляйн, 1928—1962, Tate Gallery, Лондон - 1974 Ів Кляйн, Städtische Kunstsammlungen, Людвигсхафен - 1973 Ів Кляйн, Kaiser Wilhelm Museum, Крефельд, Німеччина - 1973 Ів Кляйн, Galerie Gimpel Fils, Лондон | - 1973 Ів Кляйн, Galerie Karl Flinker, Париж - 1973 Ів Кляйн, Gimpel-Hanover Galerie, Цюрих - 1971 Ів Кляйн, Muzej suvremene umetnosti, Белград - 1971 Ів Кляйн, Kunsthalle, Берн - 1971 Ів Кляйн, Kunstverein Hannover, Ганновер - 1971 Ів Кляйн, Galerija Suvremene Umjetnosti, Загреб - 1970 Ів Кляйн, Galleria dell 'Obelisco, Рим - 1970 Ів Кляйн, Galleria Civica d'Arte Moderna, Турин - 1969 Ів Кляйн, Galerie Lambert Monet, Женева - 1969 Ів Кляйн, Musée d'art moderne, Гренобль - 1969 Ів Кляйн, Galerie Blu, Мілан - 1969 Ів Кляйн 1928—1962, Musée des Arts décoratifs, Париж - 1969 Ів Кляйн, Galerie d'Arte Martano, Турин - 1968 Ів Кляйн, Louisiana Museum, Хумлебек - 1968 Ів Кляйн, Kunsthalle Nürnberg, Нюрнберг, Німеччина - 1968 Ів Кляйн, Galerie Michel Couturier, Париж - 1968 Ів Кляйн, Narodni Galerie, Прага - 1967 Ів Кляйн, Jewish Museum, Нью-Йорк - 1967 Ів Кляйн, Galerie Bischofsberger, Цюрих - 1966 Ів Кляйн, Palais des Beaux-Arts, Брюссель - 1966 Ів Кляйн, Galerie Bonnier, Лозанна, Швейцарія - 1965 Ів Кляйн, Stedelijk Museum, Амстердам - 1965 Ів Кляйн, Galerie Alexandre Iolas, Париж - 1964 Вогняний живопис, Galerie Schmela, Дюссельдорф - 1964 Ів Кляйн, Galerie Bonnier, Лозанна, Швейцарія - 1964 Ів Кляйн, Galerie Apollinaire, Мілан - 1963 Ів Кляйн та мова вогню, Kaiser Wilhelm Museum, Крефельд - 1963 Ів Кляйн, Galerie Tarica, Париж - 1963 Ів Кляйн, Svensk-Franska Konstgalleriet, Стокгольм - 1962 Ів Кляйн, Alexandre Iolas Gallery, Нью-Йорк - 1962 Ретроспектива Іва Кляйна, Галерея Токіо, Токіо - 1961 Монохром, Museum Haus Lange, Крефельд, Німеччина - 1961 Ів Кляйн, Dwan Gallery, Лос-Анджелес - 1961 Ів Кляйн, Galerie Apollinaire, Мілан - 1961 Ів Кляйн, Galerie Leo Castelli, Нью-Йорк - 1960 Національна галерея сучасного мистецтва, Париж - 1960 Ів Кляйн, Galerie Rive Droite, Париж - 1959 Галерея Iris Clert, Париж - 1958 Галерея Iris Clert, Париж - 1957 Galerie Schmela, Дюссельдорф - 1957 Ів Кляйн, Gallery One, Лондон - 1957 Ів Кляйн, Galerie Apollinaire, Мілан - 1957 Ів Кляйн, Galerie Iris Clert, Париж - 1957 Ів Кляйн, Galerie Colette Allendy, Париж - 1956 Ів, Galerie Colette Allendy, Париж - 1955 Ів, Club des Solitaires, Париж - 1953 Monochrome Manifestation, Токіо - 1950 Monochrome Manifestation, Лондон |